# Georgina Leonidas

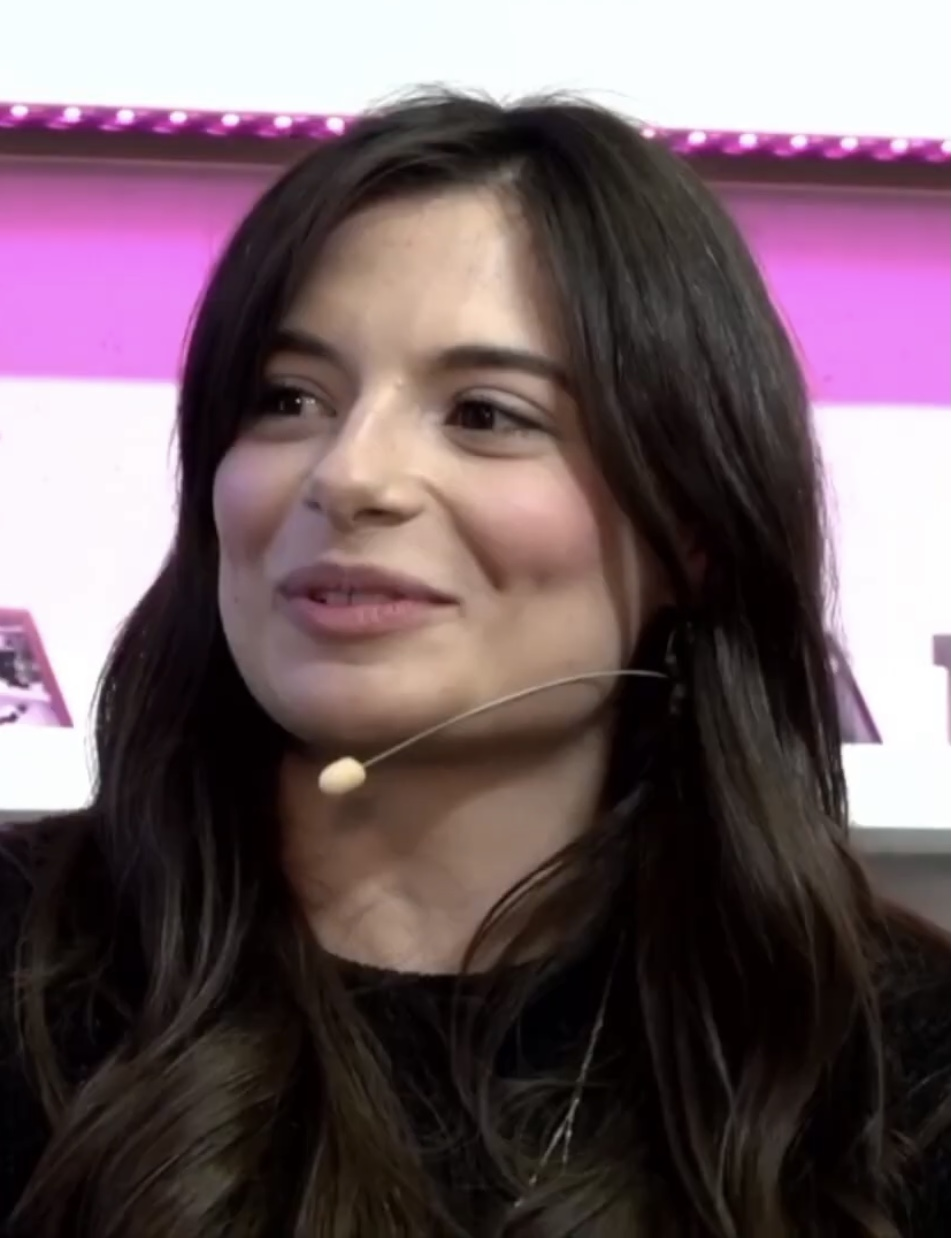
Georgina Leonidas

Georgina Leonidas (* 28. Februar 1990 in London) ist eine britische Schauspielerin, bekannt geworden durch ihre Nebenrolle als Miss Molly in The Basil Brush Show.

## Karriere
Georgina Leonidas spielte von 2002 bis 2007 in der britischen Fernsehserie The Basil Brush Show mit. 2007 hatte sie eine Gastrolle in Holby City als Ali Jarvis in der Folge Stargazer. Außerdem spielte sie die Hauptrolle in dem Kurzfilm Baghdad Express. In den Filmen Harry Potter und der Halbblutprinz sowie Harry Potter und die Heiligtümer des Todes: Teil 1 und Teil 2 übernahm sie die Rolle der Katie Bell. 

## Familie
Ihr Bruder Dimitri und ihre ältere Schwester Stephanie sind ebenfalls Schauspieler.

## Filmografie (Auswahl)
- 2002–2007: The Basil Brush Show (Fernsehserie, 28 Folgen)
- 2007: Holby City (Fernsehserie, Folge 9x22 Stargazer)
- 2008: Baghdad Express (Kurzfilm)
- 2009: Harry Potter und der Halbblutprinz (Harry Potter and the Half-Blood Prince)
- 2009: Myths (Fernsehserie, Folge 1x03 The Fall of Icarus)
- 2009: New Tricks – Die Krimispezialisten (New Tricks, Fernsehserie, Folge 6x03 Fresh Starts)
- 2009: Nine
- 2010: Harry Potter und die Heiligtümer des Todes – Teil 1 (Harry Potter and the Deathly Hallows: Part 1)
- 2011: Harry Potter und die Heiligtümer des Todes – Teil 2 (Harry Potter and the Deathly Hallows: Part 2)
- 2013: Wizards vs Aliens (Fernsehserie, 2 Folgen)
- 2015: Father Brown (Fernsehserie, 1 Folge)